# Chromatomyia senecionella
Chromatomyia senecionella är en tvåvingeart som först beskrevs av Sehgal 1971.  Chromatomyia senecionella ingår i släktet Chromatomyia och familjen minerarflugor. Inga underarter finns listade i Catalogue of Life.